# Вознесенский, Андрей Иванович
Андрей Иванович Вознесенский (31 августа 1921, Детское Село, Петроградская губерния — 14 июня 2013, Санкт-Петербург) — советский учёный-кораблестроитель, директор Центрального НИИ имени А. Н. Крылова, Герой Социалистического Труда (1966). Лауреат Ленинской премии.
Участник Великой Отечественной войны.
В 1948 году окончил Ленинградский кораблестроительный институт.
В 1947—1975 годах работал в ЦНИИ имени академика А. Н. Крылова: инженер, старший инженер, с 1963 года — директор. Участвовал в разработке и строительстве кораблей ВМФ всех классов и типов. В 1949—1956 годах руководил испытаниями мореходных качеств боевых кораблей.
В 1975—1990 годах — заместитель председателя Комиссии Президиума Совета Министров СССР по военно-промышленным вопросам.
Доктор технических наук (1969). Профессор (1974). Автор более 40 научных работ.
Герой Социалистического Труда (1966). Награждён двумя орденами Ленина, орденом Октябрьской Революции, орденом Трудового Красного Знамени, орденом Красной Звезды, орденом Отечественной войны 2 степени. Лауреат Ленинской премии (1970) и Премии Совета Министров СССР (1976).
Депутат Совета Союза Верховного Совета СССР 9-го созыва от Ленинграда.
Умер 14 июня 2013 года на 92-м году жизни.